# Fabricio Alvarenga
Fabricio Oscar Alvarenga (Garuhapé, 17 gennaio 1996) è un calciatore argentino, attaccante dell'Iglesias.

## Caratteristiche tecniche
È un'ala destra.

## Carriera
Cresciuto nelle giovanili del Vélez Sarsfield, esordisce in prima squadra il 14 luglio 2015 subentrando al 79' ad Agustín Doffo nel corso del match pareggiato 2-2 contro il Tigre.